# Barbara Moore
Barbara Moore leánykori nevén Anna Cserkaszova, (1903–1977) orosz származású brit orvos és vegetáriánus aktivista. Az 1950-es és '60-as évek idején hosszú távú gyaloglásairól vált ismertté. A gyaloglás terén több rekordot is felállított ebben az időben. A magyar napilapok is írtak róla.

## Élete
Oroszországban született. Mérnökként dolgozott. 1932-ben a Szovjetunióban távolsági motoros bajnok. 1934-ben az Egyesült Királyságba vándorolt ki, ahol Harry Moore képzőművész felesége lett, és egyben orvosi diplomát szerzett.
1954-ben leukémiát állapítottak meg nála és öt hónapot adtak hátra az életéből. Ezután állítása szerint diétájával önmagát kúrálta ki.
1959 decemberében Edinburghtől Londonig tett meg egy gyalogtúrát. 1960 elején Skócia legészakibb pontjától, a John o' Groatstól Anglia DNy-i csücskéig, Land's Endig (1650 km) gyalogolt, 23 nap alatt. Ugyanebben az évben gyalog megtette a San Franciscótól New Yorkig tartó távot is, 85 nap alatt (kb. 5450 km). Naponta átlagosan 64 km.
Több hasonló gyalogtúrát is tett az európai, az ausztrál és az amerikai kontinensen (a floridai Key Westtől Bostonig, Montréaltól Torontóig New Yorktól Los Angelesig ) és számos rekordot felállított. Hosszú gyalogtúrái alatt csak nyers vadnövényeket, gyümölcsöt, magvakat, mézet és zöldséglevet fogyasztott. Megtörte azt az általános tévhitet, hogy húsra vagy főtt ételekre van szüksége az embernek ahhoz, hogy teherbíró és erős legyen. Hosszú gyalogtúráinak egyik célja a tökéletes táplálék kutatása is volt a strapabíráshoz. Hirdette, hogy az emberi hő és energia nem az elfogyasztott táplálékokból származik. A későbbiekben hosszú időszakokat töltött élelem nélkül, ezért sokan fényevőnek is tartják.
- Sokkal több minden van a napfényben, mint amit puszta szemmel látunk vagy műszerekkel mérni tudunk. A titok, hogy ezt a különbséget kinyerjük és táplálékká alakítsuk.[11]

Nyilatkozata alapján nem volt szüksége napi 2-3 óra alvásnál többre és ennek ellenére soha nem érezte magát fáradtnak. Úgy tervezte, hogy 150 éves koráig fog élni. 73 évesen hunyt el egy londoni kórházban.